# Charles Bruzon
Charles Arthur Bruzon (Gibraltar, 10 de junio de 1938-ibídem, 16 de abril de 2013) fue cura y parlamentario de Gibraltar, afiliado al Partido Socialista Laborista de Gibraltar (GSLP). Estaba casado y tuvo dos hijos. En las elecciones generales de 2011, fue elegido y nombrado ministro de la Vivienda y de la Tercera Edad.

## Biografía
Para Bruzon, a pesar de ser el hijo de un concejal y exmiembro de la Asamblea Legislativa, la vocación política se produjo después de la vocación religiosa. En su juventud, estudió durante seis años en el Colegio Teológico de Usher (un seminario católico) en Durham, de donde salió después de ser ordenado sacerdote en 1962.
Bruzon fue enviado a Gibraltar y permaneció allí durante siete años como cura del obispo John Farmer Healy. Sin embargo, después de cuatro años en el cargo, Bruzon comenzó a cuestionar su elección. No era solo una cuestión de celibato, ya que él dice que se enamoró de su futura esposa más de un año después de haber roto sus lazos con la Iglesia católica, pero sentía que la Iglesia se había apartado de la gente. De acuerdo con Bruzon, a pesar de haber mostrado simpatía por el dilema personal del párroco, sus superiores no podían hacer mucho para acelerar el proceso de dispensa de las obligaciones sacerdotales por la Santa Sede, que tomó dieciocho meses para hacerse realidad.
Después de dejar la vida religiosa, Bruzon consiguió un trabajo en la contabilidad del Castle Marketing Group donde trabajó durante tres años para el padre de Joe Holliday. Sin embargo, recién casado y presionado por la falta de viviendas en Gibraltar, decidió aceptar un empleo en Hatton Garden en Londres. Trabajó en el South Africa's Deciduous Fruit Board en la Strand. Sus dos hijos nacieron durante su estancia en Inglaterra. En 1987 regresó a Gibraltar con su familia.
Trabajando en una tienda de muebles, Bruzon afirma haber entrado en contacto con los problemas de la población del Peñón, no solo en lo que se refiere a la cuestión de la vivienda (o la falta de ella), sino también la dificultad en la entrega de muebles, a causa de la manera que muchas de las casas locales habían sido diseñadas. Pero su trabajo en el activismo político solo comenzó a desarrollarse en 1996, cuando se incorporó al Voice of Gibraltar Group y fue al Parlamento Europeo en Estrasburgo, solicitando una resolución relativa a las presiones de España contra los residentes de Gibraltar.
En 2001, Bruzon se unió al GSLP. En las elecciones generales de 2003, fue elegido con el tercer número más alto de votos de la oposición, junto con otro recién llegado, Lucio Randall. Nombrado ministro en la sombra de la Vivienda, Bruzon dijo que había estudiado cuidadosamente todas las promesas hechas por los Socialdemócratas de Gibraltar (GSD) desde 1996, acerca de una solución para la cuestión crónica de la vivienda en el Peñón. En su análisis, el problema se agravó durante el gobierno de Peter Caruana.
Bruzon fue reelegido para el Parlamento en 2007 y permaneció como ministro de Vivienda. En 2011, con la victoria de la alianza GSLP/GLP en las elecciones generales, fue nombrado ministro de la Vivienda y de la Tercera Edad.
Desde 2003, Bruzon era miembro del Movimiento Socialista Cristiano. Su sobrino, el padre Charles Bruzon, es el capellán militar a bordo del HMS Daring.
Charles Bruzón falleció el 16 de abril de 2013 a los 74 años, tras una larga batalla contra la enfermedad.